# Хантик (2. сезона)
Друга сезона цртане серије Хантик емитовала се од 17. јануара 2011. године до 11. децембра 2011. на каналу Раи Дуе у Италији.

## Епизоде
| Бр. у серији | Бр. у сезони | Назив                    | Редитељ                       | Сценариста                          | Премијерно емитовање |
| --- | ------------ | ------------------------ | ----------------------------- | ----------------------------------- | -------------------- |
| 27 | 1            | Портал за Хантик         | Иђинио Страфи и Симон Борсели | Иђинио Страфи и Маурицио де Ангелис | 17. септембар 2011.  |
| Лок и тим путују до јужноамеричког водопада где је Итон последњи пут виђен, откривају нову претњу и нови извор трагова. |              |                          |                               |                                     |                      |
| 28 | 2            | Нострадамусова кула      | Иђинио Страфи и Симон Борсели | Иђинио Страфи и Маурицио де Ангелис | 18. септембар 2011.  |
| У мисији спашавања Петра код Нострадамусове куле, Лок и тим сазнају да је стакло древног пророка кључ за Вилблејд (оштрицу воље). |              |                          |                               |                                     |                      |
| 29 | 3            | Пећина Кастервила        | Иђинио Страфи и Симон Борсели | Иђинио Страфи и Маурицио де Ангелис | 24. септембар 2011.  |
| Лок и тим путују у Енглеску и боре се са непознатим трагачима да уђу у Кристалну пећину, где се налазе трагови за локацију Авалона. |              |                          |                               |                                     |                      |
| 30 | 4            | Витез оштрице воље       | Иђинио Страфи и Симон Борсели | Иђинио Страфи и Маурицио де Ангелис | 25. септембар 2011.  |
| Након активирања Змајевог даха и стварања моста до Авалона, Лок проналази Вилблејд (оштрицу воље) и користи дух његовог титана Пендрагона да се бори против Вајлдера. |              |                          |                               |                                     |                      |
| 31 | 5            | Потрага за Празнином     | Иђинио Страфи и Симон Борсели | Иђинио Страфи и Маурицио де Ангелис | 1. октобар 2011.     |
| Софија и Лок допуштају да их Вајлдер ухвати како би открили локацију Празнине, мистериозног злог титана. |              |                          |                               |                                     |                      |
| 32 | 6            | Крвава спирала           | Иђинио Страфи и Симон Борсели | Иђинио Страфи и Маурицио де Ангелис | 2. октобар 2011.     |
| Лок, Софија и тим се боре са Вајлдером и Организацијом да би преузели Празнину из Клаусове књижаре, али упадају у заседу Крвава спирала. |              |                          |                               |                                     |                      |
| 33 | 7            | Ден против Харисона      | Иђинио Страфи и Симон Борсели | Иђинио Страфи и Маурицио де Ангелис | 8. октобар 2011.     |
| Тантре регрутује браћу Дена и Харисона који су сирочићи, али Ден се спријатељи са Залијом и повеже са титсжаном Виџилантеом ког тим тражи. Међутим, његов брат Харисон се ипак придружује Крвној спирали као и многи сирочићи. |              |                          |                               |                                     |                      |
| 34 | 8            | Аркова пророчанства      | Иђинио Страфи и Симон Борсели | Иђинио Страфи и Маурицио де Ангелис | 9. октобар 2011.     |
| Тим Хунтик фондације прати Арков прстен до катакомби испод Нотр Дама, где прстен на њих баца чаролију снова. |              |                          |                               |                                     |                      |
| 35 | 9            | Залијина мисија          | Иђинио Страфи и Симон Борсели | Иђинио Страфи и Маурицио де Ангелис | 15. октобар 2011.    |
| Лок и тим се утркују са крвавом спиралом по имену Кил да поврате титана Медузу, мисија која замало не успе примора Залију да смисли нови план. |              |                          |                               |                                     |                      |
| 36 | 10           | Нови трагачи             | Иђинио Страфи и Симон Борсели | Иђинио Страфи и Маурицио де Ангелис | 16. октобар 2011.    |
| Лок тренира неискусног Дена као Залијину замену, док Залија тренира са Тантреом као најновији члан Крваве спирале. |              |                          |                               |                                     |                      |
| 37 | 11           | Савез Кастервила         | Иђинио Страфи и Симон Борсели | Иђинио Страфи и Маурицио де Ангелис | 22. октобар 2011.    |
| Тим је послат у Клојтерс у Њујорку, где морају да се боре са тврдоглавим старешином Кастервила под именом Фокалд и нападом Крваве спирале који покушавају да украду сва знања и тајне породице Кастервил и елиминишу Фокалда. |              |                          |                               |                                     |                      |
| 38 | 12           | Храм сунца               | Иђинио Страфи и Симон Борсели | Иђинио Страфи и Маурицио де Ангелис | 23. октобар 2011.    |
| Послати да активирају Плаву звезду, сигнал преосталим Кастервил има да изађу из својих скровишта и окупе се, тим мора да реши загонетку у древној престоници Астека Теночтитлану и призове легендарног титана Кецалкоатла. |              |                          |                               |                                     |                      |
| 39 | 13           | Софијин тест             | Иђинио Страфи и Симон Борсели | Иђинио Страфи и Маурицио де Ангелис | 29. октобар 2011.    |
| На тајном окупљању преосталих Кастервила, Софија добија задатак да пронађе Митраса, легендарног титана храбрости, али у том тренутку Крвава спирала напада. |              |                          |                               |                                     |                      |
| 40 | 14           | Спирална битка           | Иђинио Страфи и Симон Борсели | Иђинио Страфи и Маурицио де Ангелис | 30. октобар 2011.    |
| Софија се враћа са титаном Митрасом, али завађени Кастервили је неће признати као вођу, све док трагична жртва даме од језера Нимуе у борби не оконча дебату. |              |                          |                               |                                     |                      |
| 41 | 15           | Гремлоу                  | Иђинио Страфи и Симон Борсели | Иђинио Страфи и Маурицио де Ангелис | 5. новембар 2011.    |
| Данте покушава да приступи потопљеној Кортезовој соби са благом, док се Софиja окреће басни о свирачу чаробне фруле да би почистила најезду титана штеточина и вратила их у амулет. |              |                          |                               |                                     |                      |
| 42 | 16           | Умбрина моћ              | Иђинио Страфи и Симон Борсели | Иђинио Страфи и Маурицио де Ангелис | 6. новембар 2011.    |
| Уз помоћ двојице двојице индонежанских трагача, тим приступа Кортезовој соби са благом у потрази за Умбром, легендарним титаном димензија. |              |                          |                               |                                     |                      |
| 43 | 17           | Локово вођство           | Иђинио Страфи и Симон Борсели | Иђинио Страфи и Маурицио де Ангелис | 12. новембар 2011.   |
| У дворцу грофа Дракуле, Лок по први пут води мисију у којој треба да поврате Дракулино срце. Ова мисија умало постане његова последња кад Тантре и крваве спирале нападну. |              |                          |                               |                                     |                      |
| 44 | 18           | Немагично острво         | Иђинио Страфи и Симон Борсели | Иђинио Страфи и Маурицио де Ангелис | 13. новембар 2011.   |
| Испод вулканског острва, наш тим се спушта у лавиринт да униште камен који спречава кориштење магије на острву и спасу легендарног титана препорода Феникса. |              |                          |                               |                                     |                      |
| 45 | 19           | Фениксов пепео           | Иђинио Страфи и Симон Борсели | Иђинио Страфи и Маурицио де Ангелис | 19. новембар 2011.   |
| У немогућности да извуку амулет легендарног титана препорода из лаве и ухваћени у заседи Крваве спирале, тим прибегава драстичним мерама. Софија мора да победи свој страх од ватре како би пронашла амулет и призвала титана. |              |                          |                               |                                     |                      |
| 46 | 20           | Савезник из Организације | Иђинио Страфи и Симон Борсели | Иђинио Страфи и Маурицио де Ангелис | 20. новембар 2011.   |
| Док тече битка између тима и Вајлдера у Професоровом замку, Лок покушава да пронађе кључ и нада се да ће повратити изгубљене податке од Расимова. |              |                          |                               |                                     |                      |
| 47 | 21           | Расимова тајна           | Иђинио Страфи и Симон Борсели | Иђинио Страфи и Маурицио де Ангелис | 26. новембар 2011.   |
| Након што пронађу податке у замку, тим зароби Расимова али га Харисон ослободи. Након што Расимов призове легендарног титана рата Легију и неки од наших јунака заувек изгубе своје титане, њих двојица успешно беже са Тутанкамоновом огрлицом. Солвинг је отео Дантеу огрлицу, знајући да једино ако одврати Легију тим има прилику да се извуче из битке. Тим успева да се укрца и побегне, захваљујући жртви Солвинга, првог титана којег је Данте имао још од детињства. |              |                          |                               |                                     |                      |
| 48 | 22           | Повратак кући            | Иђинио Страфи и Симон Борсели | Иђинио Страфи и Маурицио де Ангелис | 27. новембар 2011.   |
| У дому Локове мајке у Ирској, тим је привучен митским плутајућим острвом Тир На Н-Ог где Итон даје упутства Локу у борби са Вилблејдом. |              |                          |                               |                                     |                      |
| 49 | 23           | Итанове речи             | Иђинио Страфи и Симон Борсели | Иђинио Страфи и Маурицио де Ангелис | 3. децембар 2011.    |
| Последња битка се ближи док Расимов најављује Најдужу ноћ, а тим се бори да открије последње пророчанство у Нострадамусовом катрену. |              |                          |                               |                                     |                      |
| 50 | 24           | Спирални знак            | Иђинио Страфи и Симон Борсели | Иђинио Страфи и Маурицио де Ангелис | 4. децембар 2011.    |
| Чини се да напад на базу Крваве спирале иде у корист тима, све док се Издајица спектакуларно не појави и открије његов зли план. |              |                          |                               |                                     |                      |
| 51 | 25           | Лок и Издајица           | Иђинио Страфи и Симон Борсели | Иђинио Страфи и Маурицио де Ангелис | 10. децембар 2011.   |
| Издајица се враћа у живот и напада Фондацију и Кастервиле. Лок се суочава са болном истином. Залија признаје да је шпијунка, инспиришући Харисона да се придружи њеној побуни против Издајице. Сви су у животној опасности, а браћа сирочићи се удружују да спасу своје пријатеље. |              |                          |                               |                                     |                      |
| 52 | 26           | Дантеов повратак         | Иђинио Страфи и Симон Борсели | Иђинио Страфи и Маурицио де Ангелис | 11. децембар 2011.   |
| Тим посустаје у борби против моћног титана издаје Демигоргана, али Лок који верује да се Данте није жртвовао узалуд добија нову снагу и мотивише остале да се боре још јаче. Васкрсли Данте и Лок преокрећу ток. Крвава спирала је уништена, а тим креће у нову мисију. |              |                          |                               |                                     |                      |